# WGC - Matchplay 2014
Het WGC - Matchplay 2014 was een golftoernooi van de World Golf Championships en maakte deel uit van de Amerikaanse PGA Tour, de Europese PGA Tour en de Japan Golf Tour. Het toernooi liep van 16 tot en met 23 februari 2014 en werd gespeeld op de Saguaro- en Tortolita-baan van de The Golf Club at Dove Mountain. Titelverdediger was Matt Kuchar en het totale prijzengeld was $ 9.000.000.

## Verslag
De top-64 van de wereldranglijst mogen meedoen. Daarvan zijn 33 lid van de Europese Tour. Tiger Woods (winnaar 2003, 2004 en 2008), Adam Scott en Phil Mickelson, resp. nummer 1, 2 en 4, hebben afgezegd, waardoor Richard Sterne, Scott Piercy en Aphibarnrat Kiradech, de nummers 65, 66 en 67, mogen meedoen. Er doen ook vijf voormalige winnaars mee. 
Er doen zeven rookies mee: Kiradech Aphibarnrat, Jonas Blixt, Graham Delaet, Victor Dubuisson, Joost Luiten, Hideki Matsuyama en Jordan Spieth, die inmiddels nummer 12 op de wereldranglijst staat. Voor Dubuisson is het de eerste deelname aan een WGC-toernooi. 
Ernie Els, die vaak de beste matchplay-speler ter wereld wordt genoemd en zeven keer het WK Matchplay won, won twee keer een WGC toernooi, maar nog niet deze matchplay.

### Ronde 1: 64 spelers
|    | Speler           | Uitslag |    | Speler               |
| -- | ---------------- | ------- | -- | -------------------- |
| 1  | Henrik Stenson   | 2&1     | 16 | Kiradech Aphibarnrat |
| 8  | Louis Oosthuizen | 1 up    | 9  | Nick Watney          |
| 4  | Brandt Snedeker  | 1 up    | 13 | David Lynn           |
| 5  | Webb Simpson     | 3&2     | 12 | Thongchai Jaidee     |
| 2  | Jason Day        | 2up     | 15 | Thorbjørn Olesen     |
| 10 | Billy Horschel   | 6&5     | 7  | Jamie Donaldson      |
| 14 | George Coetzee   | 3&1     | 3  | Steve Stricker       |
| 11 | Patrick Reed     | 1 up    | 6  | Graham Delaet        |

|    | Speler           | Uitslag |    | Speler               |
| -- | ---------------- | ------- | -- | -------------------- |
| 1  | Rory McIlroy     | 3&2     | 16 | Boo Weekley          |
| 9  | Harris English   | 5&3     | 8  | Lee Westwood         |
| 4  | Charl Schwartzel | 3&2     | 13 | Kevin Stadler        |
| 5  | Jim Furyk        | 2&1     | 12 | Chris Kirk           |
| 2  | Sergio Garcia    | 1 up    | 15 | Marc Leishman        |
| 7  | Bill Haas        | 4&3     | 10 | Miguel Ángel Jiménez |
| 14 | Rickie Fowler    | 2&1     | 3  | Ian Poulter          |
| 6  | Jimmy Walker     | 5&4     | 11 | Branden Grace        |

|    | Speler           | Uitslag  |    | Speler             |
| -- | ---------------- | -------- | -- | ------------------ |
| 1  | Justin Rose      | 1up      | 16 | Scott Piercy       |
| 8  | Ernie Els        | 19 holes | 9  | Stephen Gallacher  |
| 4  | Jason Dufner     | 1 up     | 13 | Scott Stallings    |
| 12 | Matteo Manassero | 5&4      | 5  | Luke Donald        |
| 2  | Matt Kuchar      | 3&2      | 15 | Bernd Wiesberger   |
| 7  | Ryan Moore       | 1 up     | 10 | Joost Luiten       |
| 3  | Jordan Spieth    | 2 up     | 14 | Pablo Larrazabal   |
| 6  | Thomas Bjørn     | 2&1      | 11 | Francesco Molinari |

|    | Speler           | Uitslag |    | Speler               |
| -- | ---------------- | ------- | -- | -------------------- |
| 16 | Richard Sterne   | 5&4     | 1  | Zach Johnson         |
| 8  | Hunter Mahan     | 3&2     | 9  | Gonzálo Fdez-Castaño |
| 4  | Graeme McDowell  | 1 up    | 13 | Gary Woodland        |
| 5  | Hideki Matsuyama | 2&1     | 12 | Martin Kaymer        |
| 15 | Peter Hanson     | 4&3     | 2  | Dustin Johnson       |
| 7  | Victor Dubuisson | 5&4     | 10 | Kevin Streelman      |
| 3  | Bubba Watson     | 2&1     | 14 | Mikko Ilonen         |
| 11 | Jonas Blixt      | 2&1     | 6  | Keegan Bradley       |

### Ronde 2: 32 spelers
Van de 27 Amerikanen doen nog 14 spelers mee. Alle vijf Zuid-Afrikanen zijn door, en alle drie Zweden. Van de vier Spanjaarden is alleen Sergio García door. Joost Luiten heeft op de laatste hole verloren. Vier partijen waren na 18 holes nog niet beslist, Jason Day en Billy Horschel moesten zelfs 22 holes spelen. 
|    | Speler           | Uitslag  |    | Speler          |
| -- | ---------------- | -------- | -- | --------------- |
| 8  | Louis Oosthuizen | 4&3      | 1  | Henrik Stenson  |
| 5  | Webb Simpson     | 4&3      | 4  | Brandt Snedeker |
| 2  | Jason Day        | 22 holes | 10 | Billy Horschel  |
| 14 | George Coetzee   | 21 holes | 11 | Patrick Reed    |

|    | Speler         | Uitslag  |   | Speler           |
| -- | -------------- | -------- | - | ---------------- |
| 9  | Harris English | 19 holes | 1 | Rory McIlroy     |
| 5  | Jim Furyk      | 3&2      | 4 | Charl Schwartzel |
| 2  | Sergio Garcia  | 3&1      | 7 | Bill Haas        |
| 14 | Rickie Fowler  | 1 up     | 6 | Jimmy Walker     |

|   | Speler        | Uitslag  |    | Speler           |
| - | ------------- | -------- | -- | ---------------- |
| 8 | Ernie Els     | 20 holes | 1  | Justin Rose      |
| 4 | Jason Dufner  | 2&1      | 12 | Matteo Manassero |
| 2 | Matt Kuchar   | 1 up     | 7  | Ryan Moore       |
| 3 | Jordan Spieth | 5&4      | 6  | Thomas Bjorn     |

|    | Speler           | Uitslag |    | Speler           |
| -- | ---------------- | ------- | -- | ---------------- |
| 8  | Hunter Mahan     | 2 up    | 16 | Richard Sterne   |
| 4  | Graeme McDowell  | 1 up    | 5  | Hideki Matsuyama |
| 7  | Victor Dubuisson | 3&1     | 15 | Peter Hanson     |
| 11 | Bubba Watson     | 2 up    | 3  | Jonas Blixt      |

### Ronde 3: 16 spelers
| Speler           | Uitslag | Speler         |
| ---------------- | ------- | -------------- |
| Louis Oosthuizen | 5&4     | Webb Simpson   |
| Jason Day        | 3&1     | George Coetzee |

| Speler        | Uitslag | Speler         |
| ------------- | ------- | -------------- |
| Jim Furyk     | 1 up    | Harris English |
| Rickie Fowler | 1up     | Sergio Garcia  |

| Speler        | Uitslag  | Speler       |
| ------------- | -------- | ------------ |
| Ernie Els     | 20 holes | Jason Dufner |
| Jordan Spieth | 2&1      | Matt Kuchar  |

| Speler           | Uitslag  | Speler       |
| ---------------- | -------- | ------------ |
| Graeme McDowell  | 21 holes | Hunter Mahan |
| Victor Dubuisson | 1 up     | Bubba Watson |

### Ronde 4: 8 spelers
| Speler    | Uitslag | Speler           |
| --------- | ------- | ---------------- |
| Jason Day | 2&1     | Louis Oosthuizen |

| Speler        | Uitslag | Speler    |
| ------------- | ------- | --------- |
| Rickie Fowler | 1 up    | Jim Furyk |

| Speler    | Uitslag | Speler        |
| --------- | ------- | ------------- |
| Ernie Els | 4&2     | Jordan Spieth |

| Speler           | Uitslag | Speler          |
| ---------------- | ------- | --------------- |
| Victor Dubuisson | 1 up    | Graeme McDowell |

### Ronde 4: halve finale
Zondagochtend wordt de halve finale gespeeld en zondagmiddag worden de troostfinale gespeeld om de 3de en 4de plaats en de finale. 
| Speler    | Uitslag | Speler        |
| --------- | ------- | ------------- |
| Jason Day | 3&2     | Rickie Fowler |

| Speler           | Uitslag | Speler    |
| ---------------- | ------- | --------- |
| Victor Dubuisson | 1up     | Ernie Els |

### Ronde 5: troostfinale en finale
De finale begon met twee bogeys voor Dubuisson, terwijl Jason Day met twee birdies begon. Dubuisson keek daarna tot hole 18 tegen een achterstand aan. Daarna stonden ze gelijk. Pas op de 23ste hole viel de beslissing, Jason Day won toch. Het was zijn eerste overwinning sinds hij in 2010 de Byron Nelson Classic won. Hij werd nummer 4 op de wereldranglijst.   
| 3de plaats    | Uitslag  | 4de plaats |
| ------------- | -------- | ---------- |
| Rickie Fowler | 19 holes | Ernie Els  |

| Winnaar   | Uitslag  | Finalist         |
| --------- | -------- | ---------------- |
| Jason Day | 23 holes | Victor Dubuisson |

## Spelers
| - 1. Henrik Stenson - 2. Justin Rose - 3. Rory McIlroy - 4. Zach Johnson - 5. Sergio Garcia - 6. Matt Kuchar (2013) - 7. Jason Day - 8. Dustin Johnson - 9. Steve Stricker (2001) - 10. Jordan Spieth - 11. Ian Poulter (2010) - 12. Graeme McDowell - 13. Jason Dufner - 14. Brandt Snedeker - 15. Charl Schwartzel - 16. Webb Simpson | - 17. Luke Donald (2011) - 18. Hideki Matsuyama - 19. Jim Furyk - 20. Keegan Bradley - 21. Jimmy Walker - 22. Thomas Bjorn - 23. Bubba Watson - 24. Graham Delaet - 25. Jamie Donaldson - 26. Victor Dubuisson - 27. Ryan Moore - 28. Hunter Mahan (2012) - 29. Bill Haas - 30. Lee Westwood - 31. Louis Oosthuizen - 32. Ernie Els | - 33. Nick Watney - 34. Stephen Gallacher - 35. Gonzálo Fdez-Castaño - 36. Miguel Ángel Jiménez - 37. Kevin Streelman - 38. Joost Luiten - 39. Billy Horschel - 40. Harris English - 41. Patrick Reed - 42. Francesco Molinari - 43. Jonas Blixt - 44. Branden Grace - 45. Martin Kaymer - 46. Chris Kirk - 47. Matteo Manassero - 48. Thongchai Jaidee | - 49. David Lynn - 50. Rickie Fowler - 51. Scott Stallings - 52. Mikko Ilonen - 53. Gary Woodland - 54. Pablo Larrazabal - 55. Kevin Stadler - 56. George Coetzee - 57. Thorbjørn Olesen - 58. Peter Hanson - 59. Bernd Wiesberger - 60. Marc Leishman - 61. Boo Weekley - 62. Richard Sterne - 63. Scott Piercy - 64. Kiradech Aphibarnrat |

 South African Open Championship ·
 Alfred Dunhill Championship ·
 Nedbank Golf Challenge ·
 Hong Kong Open ·
 Nelson Mandela Championship ·
 Volvo Golf Champions ·
 Abu Dhabi Golf Championship ·
 Commercialbank Qatar Masters ·
 Dubai Desert Classic ·
 Joburg Open ·
 Africa Open ·
 WGC-Accenture Match Play Championship ·
 Tshwane Open ·
 WGC-Cadillac Championship ·
 Trophée Hassan II ·
 EurAsia Cup ·
 NH Collection Open ·
 The Masters ·
 Maybank Malaysian Open ·
 Volvo China Open ·
 The Championship at Laguna National ·
 Madeira Islands Open ·
 Open de España ·
 BMW PGA Championship ·
 Nordea Masters ·
 Lyoness Open ·
 US Open ·
 Iers Open ·
 BMW International Open ·
 Open de France ·
 Scottish Open ·
 The Open Championship ·
 M2M Russian Open ·
 WGC-Bridgestone Invitational ·
 US PGA Championship ·
 Made in Denmark ·
 D+D Real Czech Masters ·
 Italiaans Open ·
 European Masters ·
 KLM Open ·
 Wales Open ·
 Ryder Cup ·
 Alfred Dunhill Links Championship ·
 Portugal Masters ·
 Volvo World Match Play Championship ·
 Perth International ·
 BMW Masters ·
 WGC-HSBC Champions ·
 Turks Open ·
 Dubai World Championship